# Бобрик Перший (річка)
Бобрик Перший (біл. Бобрык Першы, Бобрык 1-ы) — річка у південно-західній Білорусі на території Ганцевицького, Пінського та Лунинецького районів Берестейської області, ліва притока річки Прип'ять. Належить до водного басейну Чорного моря.

## Географія
Річка починає свій витік із боліт на висоті 160 м над р. м. за 2,5 км на північний захід від села Сукач Ганцевицького району, тече у південному напрямку по території Пінського та Лунинецького районів — низовиною Прип'ятського Полісся, в районі села Парохонськ повертає на південний схід і за 2 км на північний захід від залізничної станції Прип'ять, з лівого берега, впадає у річку Прип'ять. Довжина річки — 109 км, площа басейну — 1 902 км². Середньорічна витрата води у гирлі — 7,6 м³/с. Середня швидкість течії — 0,2 м/с. Абсолютне падіння річки (від витоку до гирла) — 31,8 м. Середній похил водної поверхні — 0,29‰.
Долина невиразна. Заплава двостороння, шириною в середній течії — 0,5-1 км, в нижній течії зливається із заплавою Прип'яті. Русло каналізоване протягом 102 км, прокладено за 0,5-3 км від старого русла річки. Ширина його від 3-3,5 м, біля витоку, до 35-40 м — у гирлі. У заплаві річки в Пінському районі розташовані водосховище Погост (16,2 км²) та ставки рибного господарства «Полісся», а також 2 невеликі ставки (11 та 2,6 га) біля села Парохонськ.

## Притоки
Річка Бобрик Перший на своєму шляху приймає воду близько двох десятків різноманітних невеликих приток: річок, каналів та струмків. Найбільші із них (від витоку до гирла):
| Назва притоки     | Довжина,(км)  | Площа водозбірного басейну,(км²) | Середній похил русла,(м/км) | Витрата води,(м³/с) |
| праві притоки     | праві притоки | праві притоки                    | праві притоки               | праві притоки       |
| ----------------- | ------------- | -------------------------------- | --------------------------- | ------------------- |
| Віслиця           | 42            | 543                              | 0,2                         | 2                   |
| ліві притоки      |               |                                  |                             |                     |
| Хотиницький канал | 22            | .                                | .                           | .                   |
| Канал Присть      | .             | .                                | .                           | .                   |
| Канал Богдановка  | 30            | .                                | .                           | .                   |

## Населенні пункти
На берегах річки розташовані такі найбільші населенні пункти (від витоку до гирла): села Раздяловичі, Бобрик, Теребень, Чемля, Борки, Камінь, Бокиничі, Дубновичі, Парохонськ.